# Fëdor Petrovič Tolstoj
Conte Fëdor Petrovič Tolstoj, in russo Фёдор Петрович Толстой? (San Pietroburgo, 21 febbraio 1783 – San Pietroburgo, 25 aprile 1873), è stato un pittore e scultore russo.

## Biografia
Era il figlio del conte Pëtr Andreevič Tolstoj, e di sua moglie, Elizabeth Barbot-de-Marni.
Ben presto iniziò a dipingere sotto la direzione di sua madre. I suoi primi disegni, che ora si trovano nella Galleria Tret'jakov, sono stati realizzati quando aveva quattro anni. Nel 1795 entrò nel Collegio dei Gesuiti a Polotsk, dove studiò pittura e scienze. Dopo l'ascesa al trono di Paolo I, suo padre è stato licenziato, e la situazione familiare deteriorò.

## Carriera
Dal giugno 1798 al giugno 1802 venne educato nella Naval Cadet Corps. In seguito continuò la sua formazione sotto la direzione di famosi scienziati. A quel tempo, senza alcuna supervisione, dipinse nature morte, ritratti e paesaggi. Visitò l'Accademia Imperiale Russa. Uno dei suoi insegnanti fu il ritrattista russo, Orest Adamovič Kiprenskij.
Nel 1804 fu nominato aiutante di campo dell'ammiraglio Pavel Vasil'evič Čičagov, ed è stato costretto al ritiro. Dal 1806 ha lavorò nel Museo dell'Ermitage. Nel 1806, dipinse la Fiducia di Alessandro il Macedone al dottor Philippos, il Giudizio di Paride, le Fatiche di Ercole. Fu eletto membro onorario dell'Accademia delle Arti.
Dopo la battaglia di Lipsia, iniziò una serie di ventiquattro medaglioni, dedicati alle grandi battaglie delle guerre napoleoniche. I medaglioni di Tolstoj acquistarono fama non solo in Russia, ma anche all'estero. Egli venne eletto membro di quasi tutte le accademie europee di belle arti. Nel 1861, realizzò la sua ultima medaglia, dedicata alla emancipazione dei servi della gleba.
Nel 1816 fu iniziato nella massoneria. Membro della loggia "Pietro alla Verità", vi ottenne i gradi superiori fino a quello di Rosa-Croce, fu Maestro delle cerimonie. Dal 1818 al 1821 fu Maestro venerabile della loggia "Michele l'eletto" e suo delegato presso la Grande Loggia "Astraea", della quale fu grande ufficiale onorario e Gran maestro aggiunto. Fu membro d'onore delle logge "La Chiave della Virtù", "Pietro alla Verità", "Fiaccola dell'Oriente", "Triangolo", "Perfezione" e "Scudo del Nord".   

## Matrimoni

### Primo matrimonio
Nel 1810 sposò Anna Fëdorovna Dudina (1792-1835). Ebbero due figlie:
- Elizaveta Fëdorovna (1811-1836);
- Marija Fëdorovna (1817-1898), sposò Pavel Pavlovič Kamenskij.

### Secondo matrimonio

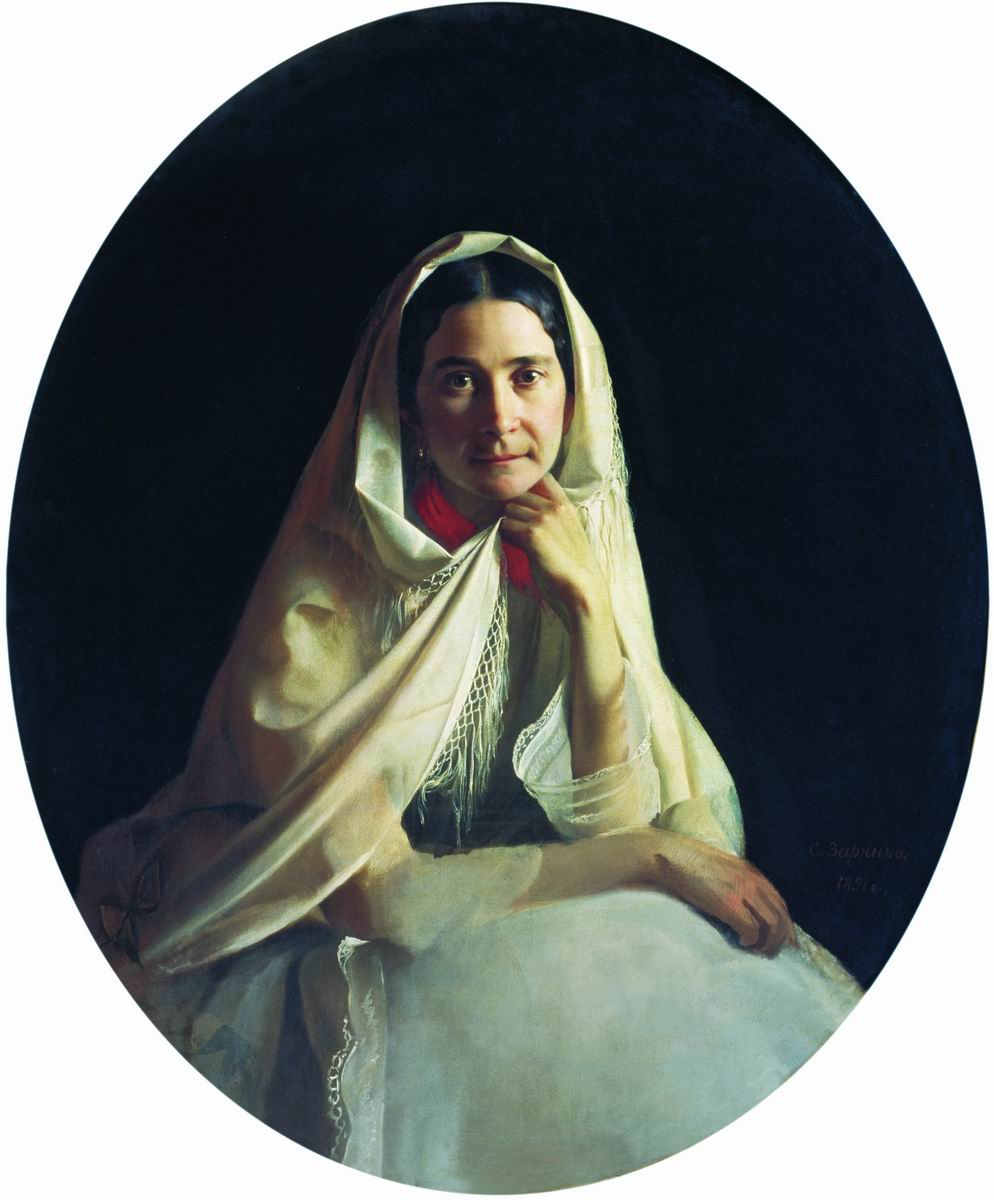
Ritratto di Anastasija Ivanova Avrorina, di Sergej Kostantinovič Zarjanko, 1845.

Sposò in seconde nozze Anastasija Ivanova Avrorina (1816-1889). Ebbero due figlie:
- Ekaterina Fëdorovna (1843-1913)
- Ol'ga Fëdorovna (1849-1869)

## Morte
Morì il 25 aprile 1873 a San Pietroburgo. Fu sepolto nel Monastero di Aleksandr Nevskij.